# Kanton Zenica-Doboj
Der Kanton Zenica-Doboj (bosnisch Zeničko-dobojski Kanton, kroatisch Zeničko-dobojska Županija) ist einer der zehn Kantone der Föderation Bosnien und Herzegowina und liegt im Zentrum Bosniens. Der Name leitet sich von den beiden Städten Zenica und Doboj ab, wobei die Stadt Doboj zur Republika Srpska gehört und nicht zum genannten Kanton. Der Kanton hat eine Fläche von 3.343,3 km². Der Verwaltungssitz ist Zenica.

## Bevölkerung
Der Kanton Zenica-Doboj hat etwa 364.000 Einwohner (2013). Davon bezeichneten sich 82,2 % als Bosniaken, 12 % als Kroaten und 1,5 % als Serben. 4,3 % ordneten sich einer anderen oder keiner Volksgruppe zu. Er ist damit einer der fünf mehrheitlich bosniakischen Kantone der Föderation.

## Gemeinden in Zenica-Doboj
Der Kanton Zenica-Doboj umfasst 12 Gemeinden (Einwohnerzahlen von 2013):
- Breza 14.168
- Doboj Jug 4.137
- Kakanj 37.441
- Maglaj 23.146
- Olovo 10.175
- Tešanj 43.063
- Usora 6.603
- Vareš 8.892
- Visoko 39.938
- Zavidovići 35.988
- Zenica 110.663
- Žepče 30.219